# De standhaftige
De standhaftige er en film instrueret af Lisa Ohlin. Filmen fik premiere i foråret 2016

## Medvirkende
- Mikkel Boe Følsgaard som Thomas
- Cecilie Lassen som Sofie
- Karen-Lise Mynster som Ruth
- Morten Holst som Jimmy
- Silja Eriksen Jensen som Nina
- Sebastian Kloborg som Leon
- Alban Lendorf som David
- Dar Salim som Læge
- Bo Carlsson som Fysioterapeut
- Petrine Agger som Kisser
- Stefan Plum som Nick
- Peter Christoffersen som Vassis Korreograf
- Sophie Zinckernagel som Assistent
- Morten Hauch-Fausbøll som Christopher
- Anna Bård Larsen som Claudia
- Marie-Lydie M. Nokouda som Puk
- Pernille Hilgart som Kunde med poster
- Alison Smith som Pianist
- Morten Kirkskov som Niels
- Anne Plauborg Madsen som Ekspedient
- Alexander Behrang Keshtkar som Sygeplejer
- Holly Dorger som Carol
- Vibeke Hastrup som Karen Søndergaard
- Anuresh Rishabt Rattan som Mand på trappe
- Janus Kim Elsig som Rainer
- Lennart Hansen som Gruppefører
- Nickolas Due Feit som Danser
- Frederik Poulsen som Biblioteksgæst
- Johanna Brüel som Biblioteksgæst
- Christian Løhde Otzen som Soldat
- Erik Engdal Christensen som Danser